# Rzymskokatoliccy biskupi Oslo
Biskupi Oslo

## Prefektura Apostolska Norwegii (1869–1892)
| L.p. | Imię i nazwisko       | Lata      | Informacje dodatkowe |
| ---- | --------------------- | --------- | -------------------- |
| 1    | Bernard Bernard       | 1869–1887 | prefekt apostolski   |
| 2    | Johannes Olav Fallize | 1887–1892 | prefekt apostolski   |

## Wikariat Apostolski Norwegii (1892–1931)
| L.p. | Imię i nazwisko       | Lata sprawowania urzędu | Informacje dodatkowe     |
| ---- | --------------------- | ----------------------- | ------------------------ |
| 1    | Johannes Olav Fallize | 1892–1922               | biskup tytularny Elusa   |
| 2    | Johannes Olav Smit    | 1922–1928               | biskup tytularny Paralus |
| 3    | Olav Offerdahl        | 1928–1930               | biskup tytularny Selia   |
| *    | Henrik Irgens         | 1930–1931               | administrator apostolski |

## Wikariat Apostolski Oslo (1931–1953)
| L.p. | Imię i nazwisko | Lata sprawowania urzędu | Informacje dodatkowe     |
| ---- | --------------- | ----------------------- | ------------------------ |
| *    | Henrik Irgens   | 1931–1932               | administrator apostolski |
| 1    | Jacques Mangers | 1932–1953               | biskup tytularny Selia   |

## Diecezja Oslo (od 1953)
| L.p. | Imię i nazwisko    | Lata sprawowania urzędu | Informacje dodatkowe |
| ---- | ------------------ | ----------------------- | -------------------- |
| 1    | Jacques Mangers    | 1953–1964               | biskup diecezjalny   |
| 2    | John Willem Gran   | 1964–1983               | biskup diecezjalny   |
| 3    | Gerhard Schwenzer  | 1983–2005               | biskup diecezjalny   |
| 4    | Bernt Ivar Eidsvig | 2005–2025               | biskup diecezjalny   |
| 5    | Fredrik Hansen     | od 2025                 | biskup diecezjalny   |